# Décimo Cuarto
Décimo Cuarto é o nono álbum de estúdio do cantor colombiano Andrés Cepeda. É caracterizado por uma variedade de ritmos, entre pop, urbano, tropipop e rock. O álbum é considerado a segunda parte do disco anterior TRECE. Foi lançado em 24 de maio de 2023, dele emergem alguns singles, como: "En otra vida", "Lo que se va", "Seu despertador" e "Lo que tinha esquecido" entre outros.
O álbum conta com as participações de Reik, Gusi, Ximena Sariñana, Greeicy Rendón e Joss Favela.

## Faixas
1. En otra vida	3:16
2. Le viene bien (Part. Greeicy)	2:53
3. No sé querer	3:25
4. Duele (Part. Gusi)	3:33
5. Tu despertador (Part. Reik)	3:18
6. Lo que había olvidado	2:58
7. Si todo se acaba (Part. Joss Favela)	3:55
8. Lo que se va (Part. Ximena Sariñana)	3:28